# Platyischnopus neozelanicus
Platyischnopus neozelanicus är en kräftdjursart. Platyischnopus neozelanicus ingår i släktet Platyischnopus och familjen Platyischnopidae. Inga underarter finns listade i Catalogue of Life.